# CHERRSEE
CHERRSEE（チェルシー）は、かつて活動していた日本の女性アイドルグループ。

## 経歴
グループ名のCHERRSEEとは「Cherry Seeds」（桜の種）が由来の造語で、意味は「多くの人を魅了する花を咲かせる種」。ファンダム名は「CHERISH」。
2014年にジェイロックによるオーディションが開催され、Brave Brothersがプロデュースを行うことになり、約5800人の応募者から6名が選出された。
2015年に韓国にて練習生として強化練習を開始し、1名が脱退。その後にHIKARU・LENA・NENE・MIYU・SAYURIでCHERRSEEを結成。
2016年4月9日にGirlsAward S/S 2016に出演。AKATSUKI labelより2016年5月25日リリースのシングル『Mystery』でデビュー。
2017年7月23日にリーダーをHIKARUからNENEに変更。12月30日にSAYURIが翌年4月1日で脱退することを発表。
2018年1月26日にMIYUが『ヤングアニマル』YAグラ姫 2018グランプリを受賞。4月1日にSAYURIが脱退し、AIRIとYUMAが加入。6月6日にあかし玉子焼きPR大使に任命される。
2019年2月4日にHIKARUが3月24日で脱退することを発表。
2020年9月17日にNENEが9月30日で脱退することを発表。12月11日にLENAとMIYUが12月31日で脱退することを発表。
2021年5月29日にAMIの加入が報道されたが、5月30日にグループの解散が発表された。6月30日の生配信を最後に全活動を終了し、解散。
2022年11月25日、HIKARU・LENA・NENE・SAYURIら初期メンバー4人による「CHERRSEE REUNITED 1夜限りの復活Live produced by SAYURI」が代官山UNITにて開催。

## メンバー
| 名前            | 本名                          | 生年月日               | 出身地                 | 担当           | 在籍期間                     | 備考 |
| --------------- | ----------------------------- | ---------------------- | ---------------------- | -------------- | ---------------------------- | --- |
| AIRI （あいり） | 丸山 愛莉 （まるやま あいり） | 1998年2月5日（27歳）   | 鹿児島県熊毛郡屋久島町 | リードボーカル | 2018年4月1日 - 2021年6月30日 | 身長158cm。製菓衛生師免許所持。特技はお菓子作り・おもしろ動画作り・エレベーターガール物真似。                 |
| YUMA （ゆま）   | 長嶋 由麻 （ながしま ゆま）   | 1998年11月21日（26歳） | 埼玉県                 | リードダンス   | 2018年4月1日 - 2021年6月30日 | 身長154cm。EXPG 横浜校出身。専門学校東京アナウンス学院 ダンスパフォーマンス科卒業。特技はヒップホップダンス。 |

### 旧メンバー
| 名前              | 本名                          | 生年月日               | 出身地        | 担当         | 在籍期間                | 備考 |
| ----------------- | ----------------------------- | ---------------------- | ------------- | ------------ | ----------------------- | --- |
| HIKARU （ひかる） | 岩井 ひかる （いわい ひかる） | 1992年6月26日（32歳）  | 大阪府        |              | 2016年 - 2019年3月24日  | 初代リーダー（2016年 - 2017年7月22日）。身長157cm。Avex artist academy 大阪校出身。特技は朝食コーディネートと作詞。 |
| NENE （ねね）     | 鈴木 寧々 （すずき ねね）     | 1996年8月24日（28歳）  | 東京都        |              | 2016年 - 2020年9月30日  | 2代目リーダー（2017年7月23日 - 2020年9月30日）。身長160cm。兄弟姉妹は弟2人。特技はバルーンアートと水泳。            |
| LENA （れな）     |                               | 1995年10月21日（29歳） | タイ バンコク | リードラップ | 2016年 - 2020年12月31日 | 身長157cm。兄弟姉妹は弟と妹。特技はタイ語・日本語・韓国語・中国語・英語。                                           |
| MIYU （みゆ）     | 村島 未悠 （むらしま みゆ）   | 1998年8月27日（26歳）  | 大阪府        |              | 2016年 - 2020年12月31日 | 身長157cm。EXPG 大阪校出身。特技はけん玉とマラソン。                                                                |
| SAYURI （さゆり） | 大藤 小百合                   | 1997年12月22日（27歳） | 兵庫県        |              | 2016年 - 2018年4月1日   | 身長160cm。特技はアクロバットと英語。                                                                               |

### 変移
| メンバー | 2016年 | 2018年 | 2019年 | 2020年 | 2020年 | 2021年 |
| メンバー | 4月    | 4月    | 3月    | 9月    | 12月   | 6月    |
| -------- | ------ | ------ | ------ | ------ | ------ | ------ |
| HIKARU   |        |        |        |        |        |        |
| NENE     |        |        |        |        |        |        |
| LENA     |        |        |        |        |        |        |
| MIYU     |        |        |        |        |        |        |
| SAYURI   |        |        |        |        |        |        |
| AIRI     |        |        |        |        |        |        |
| YUMA     |        |        |        |        |        |        |

## 作品

### タイアップ
- Mystery『お天気のお知らせ』（2016年、毎日放送）

## 書籍
- 東京スポーツ新聞（2016年5月9日）
- 月間ローソンチケット（2016年5月15日）
- 女性自身（2016年5月24日）
- CINEMA CLUB（2016年5月25日）
- 夕刊フジ（2016年9月15日）
- 韓流T.O.P Vol.48 7月号
- 韓流ぴあ 6月号
- クレアスタ Vol.29
- K-BOY Paradise Vol.20
- KEJ（Korea Entertainment Journal）149号
- 月刊Audition 6月号
- haru*hana Vol.36・39
- MUSIC MAGAZINE 7月号
- movement
- YOUPAPERミュージック Vol.30
- RollingStone 6月号